# Bătălia de la Cernobîl
Bătălia de la Cernobîl a avut loc în timpul Invaziei Rusiei în Ucraina din 2022, când Zona de excludere de la Cernobîl a fost capturată pe 24 februarie, în prima zi a invaziei, de către Armata Rusă, care a intrat pe teritoriul ucrainean din vecinul Belarus și a ocupat întreaga zonă a Centralei nucleare de la Cernobîl. La 7 martie, a fost raportat că aproximativ 300 de persoane (100 de muncitori și 200 de agenți de securitate a centralei) au fost capturați și nu au putut părăsi centrala.  La 31 martie, majoritatea trupelor ruse care ocupau această zona s-au retras, deoarece armata rusă a abandonat Ofensiva de la Kiev pentru a se concentra asupra operațiunilor din estul Ucrainei.

## Context
Din cauza dezastrului nuclear de la Cernobîl din 1986, au fost eliberate în mediul înconjurător cantități mari de material radioactiv, iar zona de pe raza de 30 de kilometri din jurul reactorului a fost evacuată și închisă de către autoritățile sovietice. După dizolvarea Uniunii Sovietice, această zonă a devenit parte a Ucrainei independente și a fost administrată de Serviciul de Stat de Urgență al Ucrainei.
Cernobîlul se află la 130 de kilometri nord de Kiev, iar drumul regional PO2 care leagă Cernobîlul de Kiev se află într-o stare relativ bună, motiv pentru care forțele ruse l-au folosit ca pe un coridor strategic direct pentru a încerca capturarea Kievului. Zona de excludere este situată chiar la granița cu Belarus, un aliat al Rusiei care a permis o acumulare militară pe teritoriul său înainte de marea invazie din 2022. La 16 februarie 2022, imagini prin satelit au arătat trupele ruse care construiau poduri de pontoane peste râuri din partea belarusă a zonei de excludere.

## Capturarea
Pe 24 februarie 2022, Rusia a invadat Ucraina și a lansat Ofensiva Kievului, care avea drept scop preluarea controlului asupra capitalei ucrainene. La nord-vest de oraș, forțele armate ruse au trecut granița din Belarus. 
În acea dimineață, în zona de excludere se aflau aproximativ 300 de persoane, inclusiv personal nuclear, personal medical, pompieri, 169 de soldați ai Gărzii Naționale a Ucrainei și 4 turiști.
La sfârșitul zilei, guvernul ucrainean a anunțat că forțele ruse se aflau sub controlul Cernobîlului și Prîpeatului. Președintele ucrainean Volodîmîr Zelenski a descris capturarea zonei de către Rusia drept o „declarație de război împotriva întregii Europe”.
A doua zi, Rusia a confirmat că trupele sale aeriene au preluat controlul asupra Cernobîlului.

### Controlul zonei de către Armata Rusă
Pe 26 februarie, Ministerul rus al Apărării a publicat imagini filmate ale centralei nucleare sub ocupația soldaților ruși.
Angajații prezenți la Cernobîl au fost forțați de ocupanții ruși să rămână acolo și să-și continue activitățile. Printre acestea se numără aproximativ 100 de angajați ai centralei nucleare și aproximativ 200 de agenți de securitate. Puține informații au fost comunicate extern. Potrivit jurnaliștilor străini, situația a rămas calmă, însă angajații au fost supuși unor condiții dificile, caracterizate de stres și acces limitat la alimente și medicamente. Au petrecut nopțile în cămine temporare, deoarece nu au fost lăsați să se întoarcă la casele lor din Slavutîci.
După două săptămâni de ocupație, se pune problema rotației angajaților, deoarece persoanele deținute riscă epuizarea fizică și psihică. Au loc discuții între autoritățile ruse și ucrainene sub egida Agenției Internaționale pentru Energie Atomică (AIEA) pentru efectuarea unui schimb de personal, pe motiv că situația generează riscuri pentru securitatea centralei.
Pe 8 martie, AIEA a anunțat că nu mai primește date de monitorizare de la centrala nucleară. A doua zi, 9 martie, operatorul ucrainean Ukrenergo a anunțat că centrala și echipamentele sale de siguranță au fost întrerupte de la rețeaua electrică. Centrala avea generatoare de urgență care puteau funcționa timp de 48 de ore. Cu toate acestea, energia electrică este necesară pentru a asigura răcirea apei din bazinele de depozitare a combustibilului uzat. Evenimentul de temut a fost acela potrivit căruia apa radioactivă s-ar fi evaporată și ar fi lăsat ansamblurile de combustibil uzat în aer liber. Însă, potrivit AIEA, situația n-a constituit un pericol imediat, deoarece activitatea combustibililor radioactivi stocați asigura că apa în care sunt scufundați nu s-ar fi evaporată pe termen scurt. Cu toate acestea, incidentul a revigorat preocupările inerente siguranței instalațiilor nucleare, în special cu pierderea transmiterii datelor de monitorizare de la centrală.
Pe 10 martie, directorul general al AIEA, Rafael Grossi, se întâlnește separat cu miniștrii de externe ai Ucrainei și Rusiei, Dmîtro Kuleba și Serghei Lavrov, la Antalia, Turcia, pentru a discuta despre situația de la Cernobîl.
A doua zi, autoritățile ruse au anunțat că au restabilit alimentarea cu energie a centralei cu ajutorul specialiștilor din Belarus, lucru pe care autoritățile ucrainene îl contestă, care mai susțin că echipele lor tehnice n-au fost lăsate să intre în centrală. AIEA nu poate comenta. Cei doi beligeranți se acuză reciproc de fomentarea actelor de terorism nuclear.
Pe 12 martie, AIEA a anunțat că combustibilul a fost livrat cu o zi înainte pentru a alimenta generatoarele de urgență, în timp ce reparațiile la sursa de alimentare au continuat. Pe de altă parte, cei 211 angajați încă n-au fost înlocuiți.
Pe 13 martie, compania publică ucraineană Ukrenergo a anunțat că a restabilit alimentarea cu energie electrică a centralei.
A doua zi, 14 martie, sursa de alimentare a centralei de la Cernobîl a fost din nou deteriorată, apoi repusă în funcțiune pe 15 martie, potrivit companiei publice ucrainene Ukrenergo.

### Retragerea Armatei Ruse
Pe 29 martie, guvernul ucrainean a anunțat că rușii au părăsit centrala nucleară de la Cernobîl în contextul retragerii a Rusiei din nordul Ucrainei. Armata ucraineană a recapturat situl de la Cernobîl la începutul lunii aprilie.
Mărturii ale muncitorilor ucraineni rămași la Cernobîl au început să fie publicate la sfârșitul ocupației ruse. Aceștia raportează, printre altele, că Armata Rusă, în timpul retragerii sale, a luat ostatici membri ai Gărzii Naționale Ucrainene pentru a-i aduce în Rusia. Muncitorii locali au susținut, de asemenea, că soldații ruși se mișcau fără costume de protecție în Pădurea Roșie, o zonă extrem de radioactivă. La 31 martie 2022, un membru ucrainean al consiliului de administrație al agenției de stat pentru gestionarea zonelor de excludere a susținut pe pagina sa de Facebook că trupele ruse au fost repatriate în mod regulat din zona de excludere din jurul Cernobîlului la Gomel în Belarus pentru tratament legat de radiații, mai ales după săparea de tranșee în Pădurea Roșie. Se crede că cel puțin un membru al forțelor armate ruse a murit din cauza radiațiilor.
Pe 6 aprilie, o dronă ucraineană a filmat ceea ce părea a fi tranșee săpate de armata rusă, ceea ce ar confirma mărturiile muncitorilor de la fața locului.